# رندی کالیفرنیا
رندی کالیفرنیا (انگلیسی: Randy California؛ ۲۰ فوریهٔ ۱۹۵۱ – ۲ ژانویهٔ ۱۹۹۷) یک موسیقی‌دان اهل ایالات متحده آمریکا بود. وی بین سال‌های ۱۹۶۵ تا ۱۹۹۷ میلادی فعالیت می‌کرد.